# Wiese
Wiese – 4. co do wielkości rzeka w Schwarzwaldzie (Niemcy). Wypływa spod szczytu Feldberg na wysokości 1200 m n.p.m. i płynie na południe, co jest rzadkie wśród rzek w Niemczech. Po przepłynięciu 55 km wpada po prawej stronie do Renu w Bazylei na wysokości 244 m n.p.m. Średni spadek 17 m/km jest największy wśród niemieckich rzek.